# أعمال شغب في يورو 2016
شهدت مسابقة بطولة أمم أوروبا لكرة القدم 2016 عدد من الاشتباكات العنيفة بين مثيري الشغب في 11 يونيو قبل وبعد مباراة إنجلترا وروسيا في مارسيليا نتج عنها اصابة بريطاني بجروح خطيرة. واثناء الاشتباكات قامت الشرطة الفرنسية باستخدام الغاز مسيل للدموع لتفريق الجماهير. وذكرت مصادر صحفية بانه تم القبض على 6 اشخاص على الاقل.
وذكرت مصادر أخرى عن وقوع اشتباكات أيضا بين انصار أيرلندا الشمالية وبولندا في نيس.